# Сітджехуті
Сітджехуті (пом. 1550/1500 рр. до н. е., також Сатджехуті; «донька Тота») — принцеса та цариця кінця 17-ї династії Єгипту. Вона була дочкою фараона Таа I Снахтенри та королеви Тетішері. Вона була дружиною свого брата Таа II Секененри і матір'ю принцеси Яхмос.

## Життя
На її саркофазі вказано, що вона дочка Тетішері. Її інше ім'я — Сатібу.
Передбачається, що Сітджехуті була дочкою фараона Таа I Снахтенри та сестрою фараона Таа II Секененри та цариць Яххотеп I та Яхмос Інхапі. Вона була одружена зі своїм (зведеним) братом Таа II Секененрою і народила йому доньку Яхмос.

## Титули
|                |    |     |   |
| \| \| \| \| \| |    |     |   |
|                |    |     |   |
| G26            | Z4 | G39 | t |

| G26 | Z4 | G39 | t |

|                |    |     |   |
| \| \| \| \| \| |    |     |   |
|                |    |     |   |
| G26            | Z4 | G39 | t |

| G26 | Z4 | G39 | t |

|                |    |     |   |
| \| \| \| \| \| |    |     |   |
|                |    |     |   |
| G26            | Z4 | G39 | t |

| G26 | Z4 | G39 | t |

|                |    |     |   |
| \| \| \| \| \| |    |     |   |
|                |    |     |   |
| G26            | Z4 | G39 | t |

| G26 | Z4 | G39 | t |

Серед титулів Сітджехуті — Дружина царя, Сестра царя та Дочка царя.
Дружина царя. Вона згадується на мумії її доньки Яхмоса, яка була знайдена в Долині Цариць (QV47). Яхмос називають донькою царя та сестрою королеви. Тут стверджується, що Яхмос була дочкою царя Таа Снахтенри і Сітджехуті.
Дочка царя. Її мати зображена на її труні як Тетішері, що вказує на те, що її батьком міг бути Сенахтенре Яхмос. Якщо так, то вона назвала свою дочку на честь свого батька, принцеси Яхмос. Це також зробило б її сестрою Ахотепа.
Сестра царя. Хто був її царем-братом, не підтверджено. Імовірно, це був її чоловік Секененре.

## Смерть
Сітджехуті померла під час правління Аменхотепа I (1545—1526 рр. до н. е., старша хронологія) або Тутмоса I (1526—1513 рр. до н. е., старша хронологія). Як вказує її білизна, тканину для її поховання пожертвувала Яхмос-Нефертарі. У той час Яхмос-Нефертарі носила титул Матері царя, посилаючись на Аменхотепа I. Стиль її поховання — ранній D18, і деякі риси стали загальними з Тутмоса I. Швидше за все, вона померла під час правління Аменхотепа I. Мабуть, вона була жінкою відносно похилого віку, переживши Ахмоса I і, можливо, Аменхотепа I.

## Поховання
Мумія Сітджехуті була виявлена приблизно в 1820 році разом з її труною, золотою маскою, серцем-скарабеєм і постільною білизною, подарованою її племінницею, королевою Яхмос-Нефертарі.
На білизні написано текст:
Дано на користь Божої дружини, дружина царя та матері царя Яхмоса Нефертарі, можливо, вона живе, так що Сатджехуті.
Кришка труни зараз зберігається в Державному музеї єгипетського мистецтва, Мюнхен, а маска мумії знаходиться в Британському музеї (EA 29770).